# Bernd Förster
Bernhard Georg Josef Förster, detto Bernd (Mosbach, 13 maggio 1956), è un ex calciatore tedesco.
Esordì in Bundesliga col Bayern Monaco provenendo dal Waldhof Mannheim nel 1974-1975, per poi passare al Saarbrücken nel 1976. Due anni dopo, con la retrocessione del Saarbrücken, passò allo Stoccarda rimanendo nella massima categoria e diventando compagno di squadra di suo fratello Karlheinz, anch'egli difensore. In carriera Bernd Förster ha segnato 25 goal in 291 apparizioni in Bundesliga. Ha vinto il titolo con lo Stoccarda nel 1984, e con il Bayern Monaco ha vinto per due volte la Coppa dei Campioni (1975, 1976).
Ha iniziato a giocare in nazionale nel 1979; ha fatto parte della squadra che ha vinto gli Europei del 1980, battendo in finale il Belgio per 2-1 il 22 giugno a Roma. Nel 1982 assieme al fratello colse il secondo posto ai mondiali di Spagna, giocando anche la finale.

## Palmarès

### Club
- Coppa dei Campioni: 2

Bayern Monaco: 1974-75, 1975-76
- Campionato tedesco: 1

Stoccarda: 1983-1984

### Nazionale
- Campionato d'Europa: 1

1980